# 니시마고메역
니시마고메역(일본어: 西馬込駅, にしまごめえき)은 일본 도쿄도 오타구에 있는 철도역이다. 마고메 차량 검수장과 연결되어 있다.

## 역 구조
2면 2선의 상대식 승강장이 있는 지하역이다.

### 승강장
| 1 · 2 | 아사쿠사 선 | 센가쿠지 · 오시아게 · 나리타 공항 · 시바야마치요다 · 인바니혼이다이 방면 |

## 역 주변
- 국도 제1호선
- 이케가미혼몬지
- 오타 구립 향토 박물관

## 역사
- 1968년 11월 15일: 영업 개시.

## 화랑

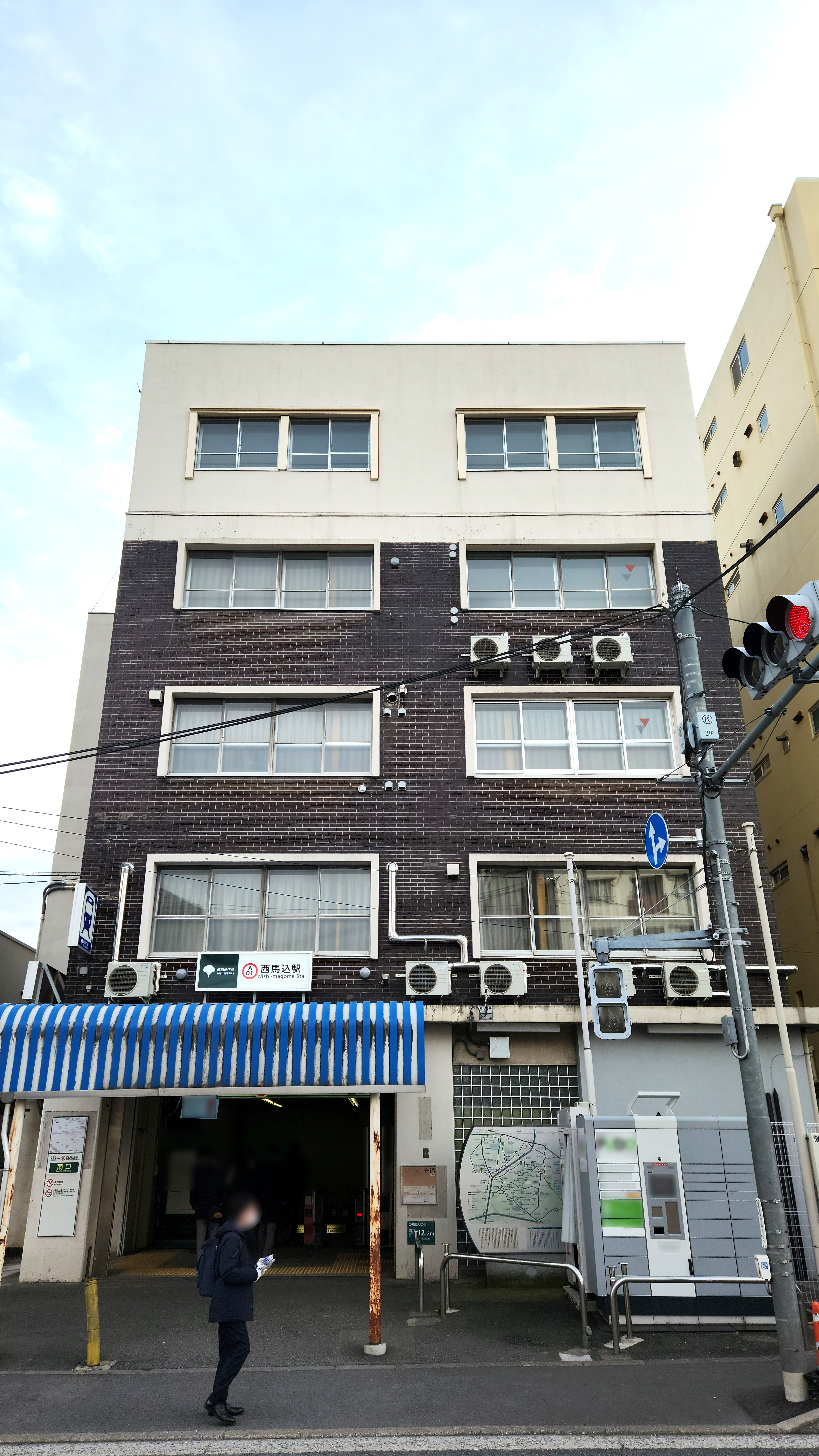
남쪽 출입구(2022년 12월)
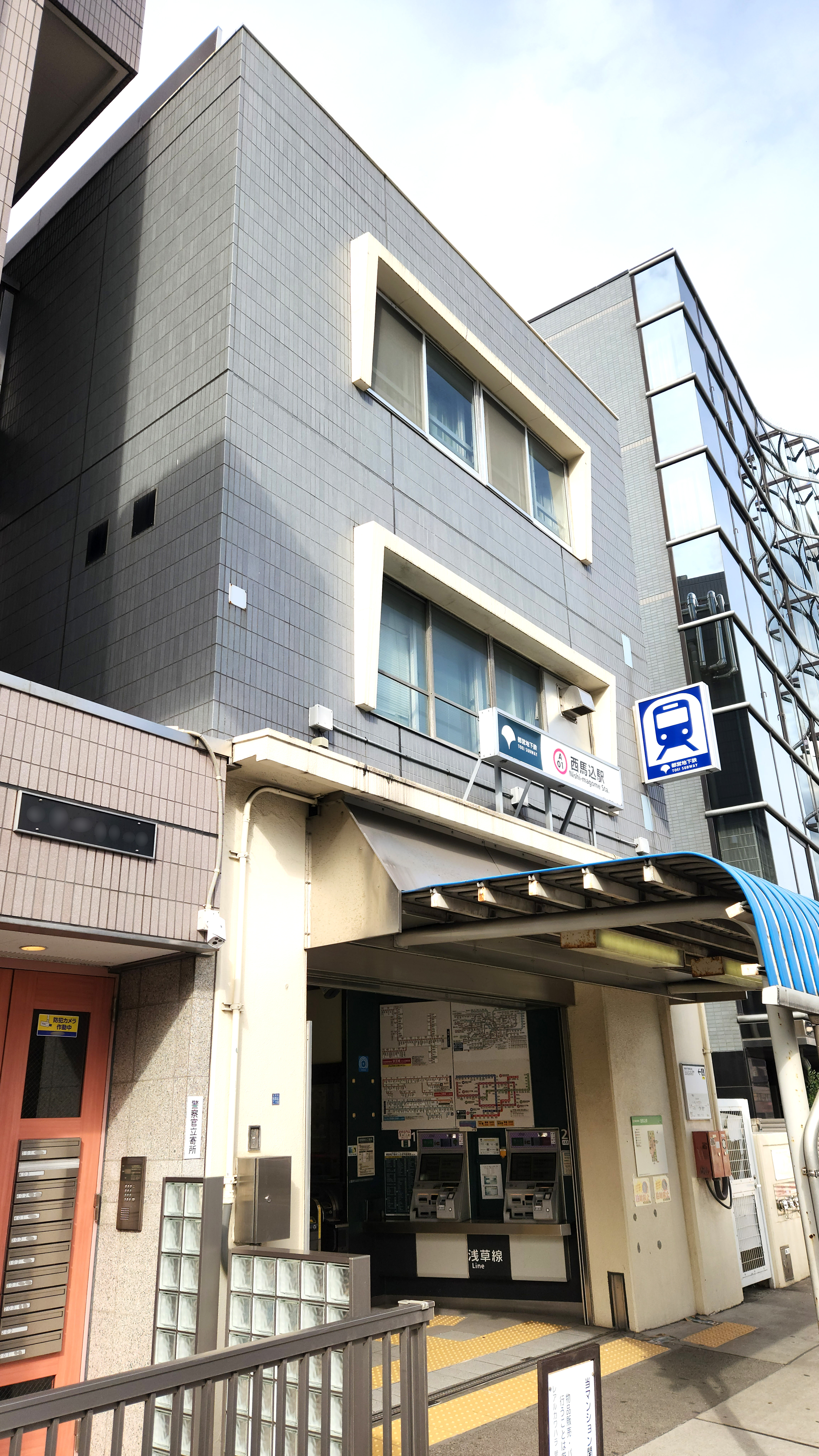
서쪽 출입구(2022년 12월)

## 인접역
| 도쿄 도 교통국 아사쿠사 선 | 도쿄 도 교통국 아사쿠사 선 | 도쿄 도 교통국 아사쿠사 선 |
| -------------------------- | -------------------------- | -------------------------- |
| 시·종착역                  | 아사쿠사 선                | 마고메 A-02 오시아게 방면  |